# Phog Allen
Forrest Clare Allen, detto Phog (Jamesport, 18 novembre 1885 – Lawrence, 16 settembre 1974), è stato un allenatore di pallacanestro statunitense, membro del Naismith Memorial Basketball Hall of Fame dal 1959.

## Palmarès
- Campione NCAA (1952)